# Jura (Schiff, 1854)
Die Jura war ein Glattdeck-Schaufelraddampfer in Holzbauweise, der für den Schiffsverkehr auf dem Neuenburgersee gebaut, nach siebenjähriger Dienstzeit an den Bodensee verkauft wurde und 1864 nach einer Kollision mit der Stadt Zürich sank.

## Geschichte
Die Jura wurde 1854 von der Maschinen-Fabrik Escher-Wyss in Zürich erbaut. Am 7. September desselben Jahres wurde das Schiff von der Société des Bateaux à vapeur du lac du Neuchâtel auf dem Neuenburgersee in Dienst gestellt.
1861 wurde das Schiff zum Verkauf ausgeschrieben und von der Lindauer Dampfschiffahrts-Inspektion als Ersatz für das nach einer Kollision gesunkene Dampfschiff Ludwig erworben. Für den Transport an den Bodensee wurde das Schiff demontiert und mit mehreren Fuhrwerken verfrachtet. Das Schiff hatte eine Gesamtlänge von 46,30 Meter. Die Länge in der Wasserlinie betrug 41,30 Meter. Es war 10,25 Meter breit und der Tiefgang betrug etwa 90 Zentimeter. Angetrieben wurde die Jura von einer Dampfmaschine mit 45 PS, die ihr eine Höchstgeschwindigkeit von 18,5 km/h verlieh. Die höchstzulässige Passagierkapazität betrug 400 Personen.

## Der Untergang
Am 12. Februar 1864 befuhr die Jura die Kurslinie von Konstanz über Romanshorn nach Lindau. Trotz Nebelausguck, Signalhörnern und dem Versuch eines Ausweichmanövers konnte gegen 11 Uhr die Kollision mit der Stadt Zürich nicht vermieden werden. Vor Münsterlingen riss der Bug der Stadt Zürich das Vorschiff der Jura auf und ein Matrose des bayerischen Schiffs wurde erdrückt. Ein Schiffsjunge verlor einen Arm. Innerhalb von nur vier Minuten versank die Jura. Die restlichen Besatzungsmitglieder und Passagiere konnten sich auf die Stadt Zürich retten.
Da die Stadt Zürich keine drei Jahre zuvor bereits die Ludwig durch Kollision versenkt hatte und nur wenige Monate nach dem Untergang der Jura im Lindauer Hafen mit der Stadt Lindau kollidierte, wurde das Schiff besonders in Bayern sehr unbeliebt.

## Entdeckungen
Im Februar 1953 entdeckte Ludwig Hain vor Bottighofen auf der Suche nach einem im Zweiten Weltkrieg abgestürzten Flugzeug das Wrack des Schiffes auf etwa 38 Meter Tiefe. 
Sein Tauchkollege Heinz-Günter Masermann machte 1969 die ersten Unterwasseraufnahmen, die im Archiv des Tauchsportclubs Friedrichshafen (TSCF) bewahrt werden. 
Danach geriet das Wrack wieder in Vergessenheit, bis es 1976 von Hans Gerber wiederentdeckt wurde.
Das inzwischen bei Tauchern als bekanntestes Süßwasserwrack Europas geltende Schiff steht nahezu eben auf dem Kiel auf dem Seegrund. Der Bug ist mit Schlamm bedeckt, der nach Baggerarbeiten für den Kreuzlinger Hafen an dieser Stelle verklappt wurde.
Etwa Oktober/November 2013 wurde die Jura bei einer wissenschaftlichen Routinevermessung des Sees "vom Flächensonar der See-Vermesser auf dem Schiff Kormoran" gesehen. Die Jura liegt demnach östlich von Kreuzlingen vor Bottighofen.

## Gegenstände aus der Jura
Aus der Jura wurden die 47 Kilogramm schwere Schiffsglocke, Flaschen, ein Manometer und der Schriftzug des Schiffes geborgen. Die Schiffsglocke wird im Seemuseum (Kreuzlingen) ausgestellt.

## Bergungspläne und Industriedenkmal
Eine Bergung hätte ihren Reiz, denn bei der Jura handelt es sich um das älteste vorhandene Dampfschiff der Welt. Mit ihr wäre ein Schiff aus dem späten Biedermeier verfügbar, aus einer Epoche, aus der es kaum technische Denkmäler gibt.
Die Stiftung Historische Schifffahrt Bodensee mit Sitz im schweizerischen Tägerwilen hat die Absicht, das Schiff zu bergen und zu restaurieren. Dabei wird das Kostenvolumen mit rund 3,5 Mio. Euro überschlagen, denn das Schiff mit Holzrumpf und klappbarem Schornstein ist in einem schlechten Zustand. Daran sind auch souvenirsüchtige Sporttaucher schuld, aber auch die bereits oben erwähnte Verklappung von Schlamm über dem Wrack, die Berufsschifffahrt, Fischerei und natürlich auch der Zahn der Zeit.
Am 7. Dezember 2004 hatte der Regierungsrat des Kantons Thurgau, CH die Jura als „Unterwasser-Industriedenkmal“ unter Schutz gestellt und das Amt für Archäologie in Frauenfeld ermächtigt, über eine Bergung oder Untersuchung zu bestimmen. Vor weiterer Zerstörung soll das Schiff mit Absicherungen geschützt werden, die in Zusammenarbeit mit dem Amt für Archäologie, den Sporttauchverbänden aus Österreich, Deutschland und der Schweiz sowie der (deutschen) Wasserschutzpolizei erarbeitet werden.
Heute ist das Wrack allerdings von eingeschleppten Quaggamuscheln bedroht, die sich immer tiefer in das Holz fressen.

## Ausstellungen zur Jura
- 31. August 2016–...: Geschichten vom Seegrund. Das Dampfschiff Jura. Im: Seemuseum (Kreuzlingen).[13]

## Exkurs: Weitere historische Schiffe auf dem Bodensee
Das restaurierte oder gar rekonstruierte Schiff würde zusammen mit der Hohentwiel aus dem Jahre 1913 und dem zwölf Personen fassenden Dampfschiff Gustav Prym aus dem Jahre 1916 die Entwicklung der Schifffahrt auf dem Bodensee darstellen. Die Oldtimer-Flotte wird ferner ergänzt durch die Konstanz, die 1928 erbaute älteste europäische Autofähre auf einem Binnengewässer.